# 田中新兵衛
田中新兵衛（日语：／ Tanaka Shinbee，1832年（天保三年）—1863年7月11日（文久三年五月二十六日）），薩摩藩士，幕末四大人斬中的一人。諱雄平。

## 生平
出生於鹿兒島世代傳承的船長和藥商家，史料上是島津家一門的島津織部家臣，總之在作為薩摩藩私領士上以陪臣身分仕官。劍術出色但所學流派不明。
文久二年上京。寄居於海江田信義和藤井良節家中並且暗殺了島田左近。和土佐勤王黨的武市半平太見面後，結拜為義兄弟並且與土佐藩的岡田以藏等人一起暗殺本間精一郎、渡邊金三郎、大河原重藏、森孫六、上田助之丞等人。
文久三年的朔平門外之變，在姊小路公知遭到暗殺時的現場遺留有新兵衛的愛刀，於是新兵衛遭到逮捕。另外新兵衛身上所受的傷口位置也與生存者的證言一致（同時仁禮源之丞等人也遭到逮捕後被釋放。）
但是新兵衛在被訊問時突然自殺，而使得真相因此不明。而有關於他的愛刀遭竊等說法的可能性則是相當低，並且檢查屍體時也證實他身上的傷口和生存者的說法一樣。因此近年來真兇說則成為有力的說法。

## 相關電影
- 人斬（1969年，由三島由紀夫飾演）